# Trophonopsis paucicostatus
Trophonopsis paucicostatus är en snäckart. Trophonopsis paucicostatus ingår i släktet Trophonopsis och familjen purpursnäckor. Inga underarter finns listade i Catalogue of Life.